# Российский царственный дом Романовых
«Российский царственный дом Романовых» — иллюстрированное издание (периодический журнал?) с портретами представителей династии Романовых (40 иллюстраций) в технике хромолитографии.
Издания:
- СПб.: Издание Г. К. Фриденбурга, 1853. Художник: Борель, Пётр Фёдорович
- СПб.: Издание И. В. Цветкова, 1896.
- СПб.: Издание К. А. Бороздина, 1898 г.

С начала 1890-х годов Бороздин, Корнилий Александрович начал выпускать издание под заглавием «Российский Царственный Дом Романовых», в виде художественного альбома с портретами всех наших Государей и хорошо составленным текстом.
Также указывается, что в написании участвовал Жолчин Дмитрий.
Переработанные портреты использованы в издании «Романовы. Триста лет служения России».

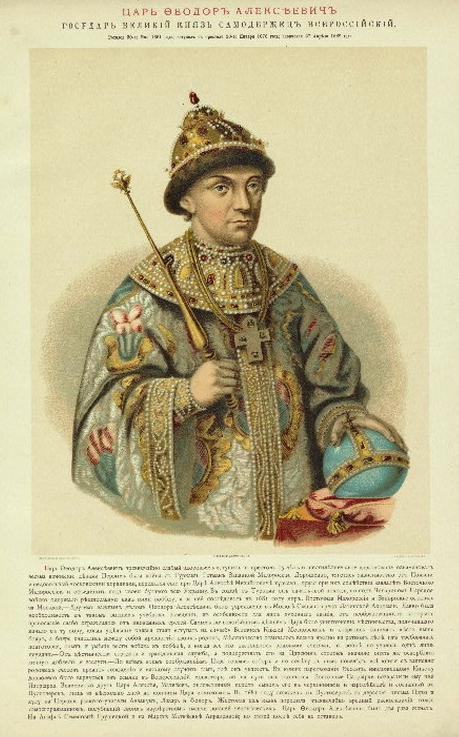
Фёдор Алексеевич
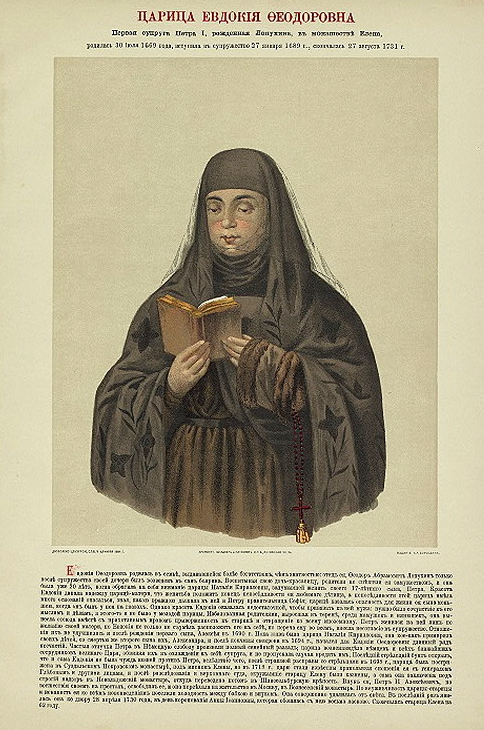
Евдокия Лопухина в постриге
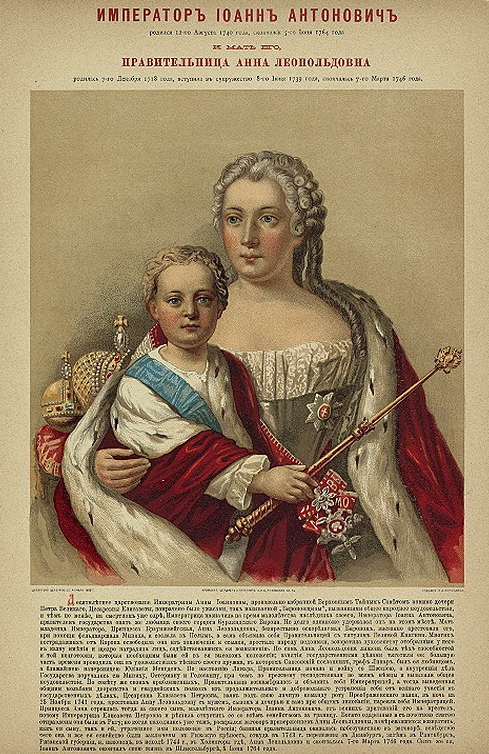
Иоанн Антонович на руках матери Анны Леопольдовны
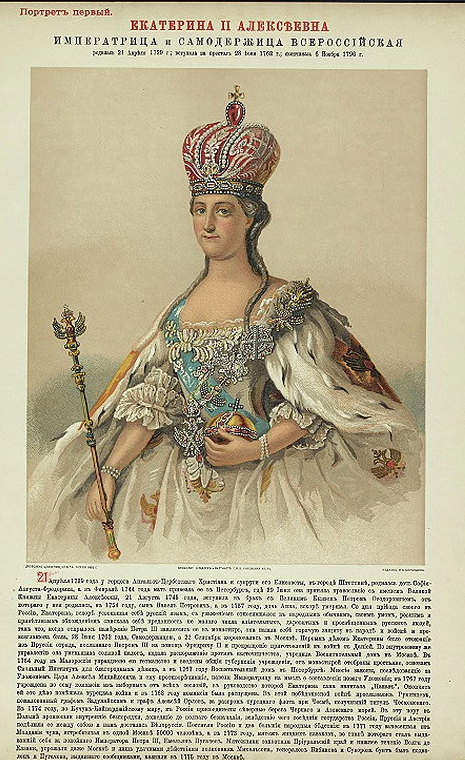
Екатерина II